# Третій удар
«Третій удар» (рос. «Третий удар») — радянський художній фільм 1948 року режисера Ігоря Савченка, знятий на Київській кіностудії.

## Сюжет
Документально-постановочна військова кіноепопея про третій Сталінський удар — розгром німецько-фашистських військ в Криму. Фільм відтворює операцію військ 4-го Українського фронту спільно з Окремою Приморською армією зі знищення у квітні — травні 1944 року 17-ї німецької армії. Кульмінацією є штурм і взяття Сапун-гори.

## У ролях
- Володимир Наумов —  молодий лейтенант
- Марк Бернес —  Чмига, морський піхотинець
- Микола Пишванов —  Микита Степанюк, солдат
- Латіф Файзієв —  Файзієв, солдат
- Володимир Баталов —  Аржанов, солдат
- В. Петровський —  Вершков, солдат
- Олексій Дикий —  Йосип Віссаріонович Сталін, верховний головнокомандувач
- Микола Боголюбов —  Климент Єфремович Ворошилов, член Ставки
- Юрій Шумський —  Олександр Михайлович Василевський, представник Ставки, маршал
- Віктор Станіцин —  Федір Іванович Толбухін, командувач фронтом, генерал армії
- Володимир Головін —  Родіон Якович Малиновський, командувач фронтом, генерал армії
- Михайло Романов —  Олексій Інокентійович Антонов, заст. начальника Генштабу, генерал армії
- Іван Переверзєв —  Яків Григорович Крейзер, командувач 51-ю армією, генерал-лейтенант
- Сергій Блинников —  Георгій Федорович Захаров, командувач 2-ю гвардійською армією, генерал-лейтенант
- Володимир Освецимський —  Сергій Семенович Бірюзов, начальник штабу фронту, генерал-полковник
- Сергій Мартінсон —  Гітлер
- Михайло Астангов —  Ервін Енекке, генерал-полковник
- Борис Дмоховський —  генерал фон Шерер
- Аркадій Цинман —  генерал-лейтенант Фрідріх Зікст, в титрах Сікст
- Петро Аржанов —  Теодереску, румунський генерал
- Юрій Лавров —  Мюстегіб Фагіль, турецький журналіст
- Володимир Балашов — епізод
- Георгій Георгіу — епізод
- Мальвіна Швідлер — епізод
- Борис Болдиревський — епізод
- Віктор Халатов — епізод
- Юрій Вишинський — епізод
- Петро Ластівка — епізод
- Іван Бондар — епізод

## Знімальна група
- Режисер-постановник: Ігор Савченко
- Сценарист: Аркадій Первенцев
- Оператори-постановники: Михайло Кирилов, Олександр Пищиков
- Оператор: Олексій Мішурин
- Оператори на натурі: Анатолій Колошин, Олександр Пищиков, Ю. Разумов
- Художник-постановник: Моріц Уманський
- Художник: Леван Шенгелія
- Художник по костюмах: Катерина Юкельсон
- Симфонічна музика із творів П. І. Чайковського
  - Диригент: Натан Рахлін
- Звукооператори: Н. Мина, Олександр Бабій
- Режисер: Ісаак Шмарук
- 2-гі режисери: А. Голованов, Віктор Конарський
- Асистенти режисера: Лев Окрент, Суламіф Цибульник
- Комбіновані зйомки: художники — брати Іван Нікітченко і Володимир Нікітченко; оператор — Б. Лернер
- Асистент режисера по монтажу: Варвара Бондіна
- Директори картини: Леонід Корецький, Н. Вайнтроб, Леонід Нізгурецький